# Симс, Джеймс Марион
Джеймс Марион Симс (англ. James Marion Sims, 25 января 1813, округ Ланкастер, Южная Каролина — 13 ноября 1883, Манхэттен, Нью-Йорк) — американский хирург-гинеколог и медицинский исследователь. Внёс значительный вклад в становление и развитие гинекологии, пионер оперативной гинекологии, разработал эффективный метод по лечению мочепузырно-влагалищного свища, создал инструментарий (влагалищное зеркало Симса). Известен как «отец современной гинекологии» и как спорная фигура за неэтичный подход к разработке своих методов.

## Биография

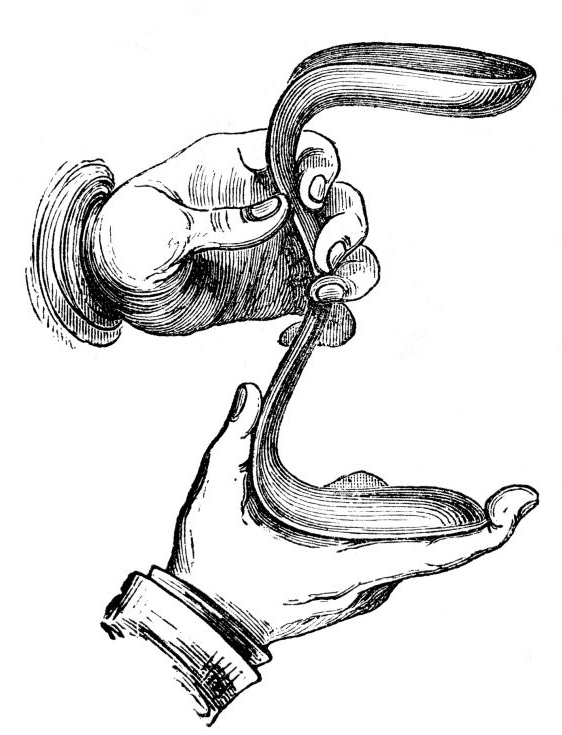
Влагалищное зеркало Симса

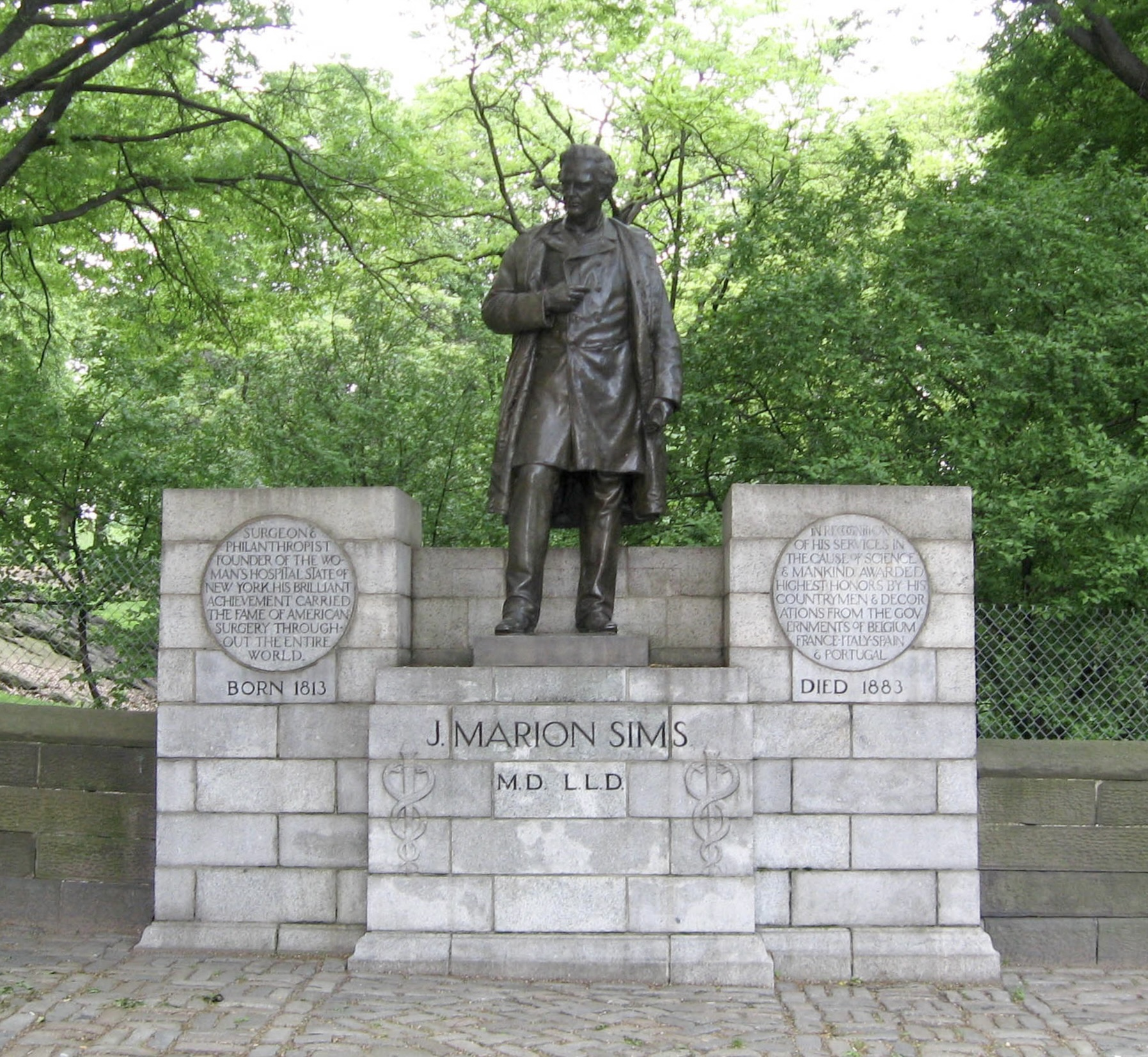
Памятник Джеймсу Мариону Симсу в Центральном парке в Нью-Йорке. Убран в апреле 2018 года

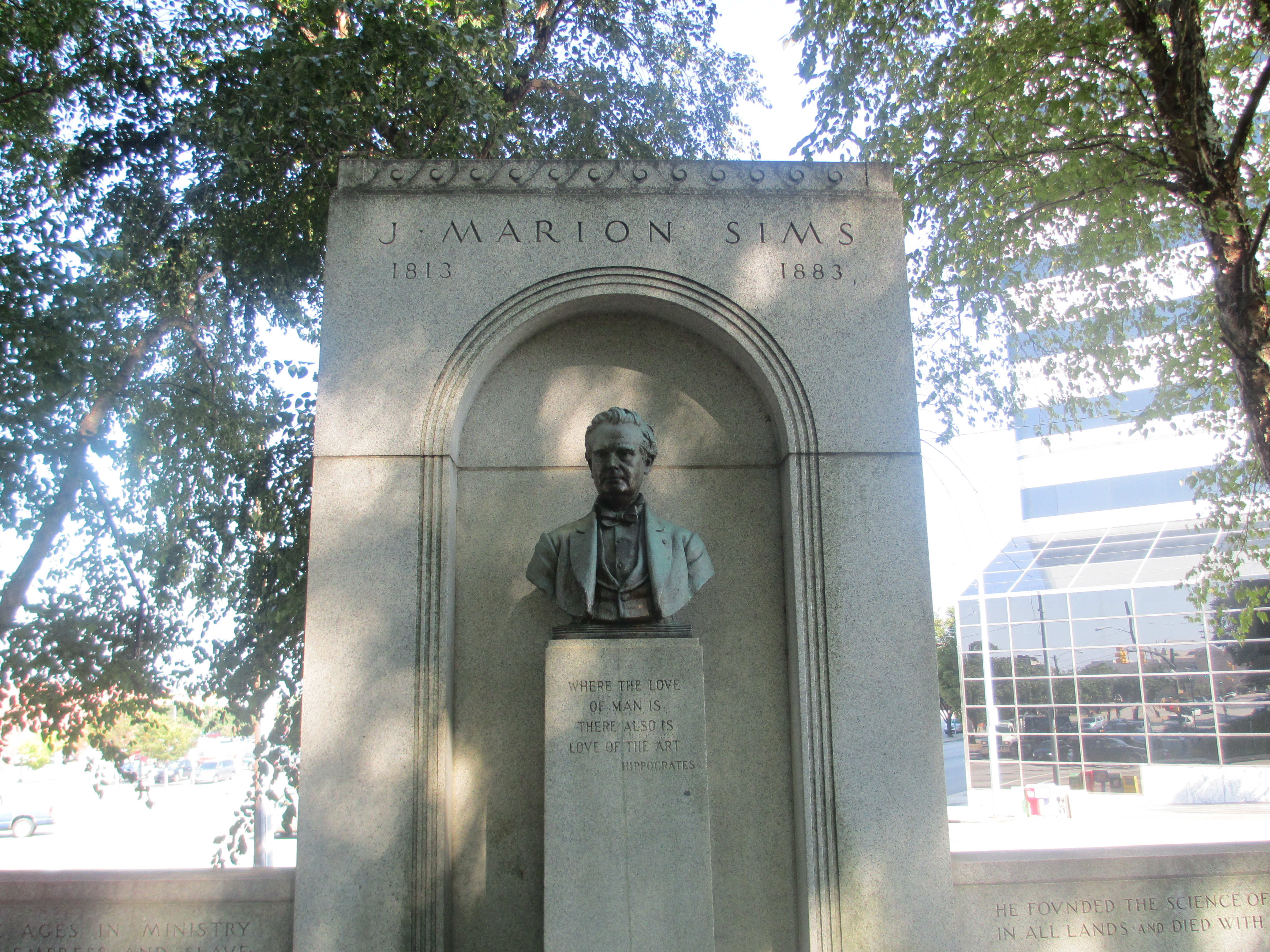
Бюст Джеймса Мариона Симса в Колумбии в штате Южная Каролина

Родился 25 января 1813 года в округе Ланкастер в штате Южная Каролина. Сын Джона Симса и Махалы Маккей (Mahala Mackey). До 12 лет жил в деревне Ланкастер, к северу от реки Хангинг-Рок-Крик (Hanging Rock Creek), где у его отца был магазин. В 1825 году его отца избрали шерифом и он отправил сына в только что основанную мужскую Академию Франклина в Ланкастере (Franklin Academy).
В 1832 году после двух лет обучения в Южно-Каролинском колледже он стал работать помощником городского врача, доктора Черчилля Джонса (Dr. Churchill Jones) в Ланкастере. Окончил трёхмесячный курс в Южно-Каролинском медицинском колледже в Чарлстоне.
В 1834 году переехал в город Филадельфия в штате Пенсильвания и поступил в Медицинский колледж Томаса Джефферсона, в котором в 1835 году получил степень. После этого вернулся в Ланкастер, где начал практику. После смерти первых двух пациентов, Симс уехал и продолжил практику в 1835 году в Маунт-Мейгс близ города Монтгомери в штате Алабама, где жил до 1837 года. В 1836 году Симс посетил Ланкастер для женитьбы на Терезе Джонс (Theresa Jones), с которой познакомился несколькими годами ранее, во время учёбы в Ланкастере. Она была племянницей доктора Черчилля Джонса.
В 1837 году Марион и Тереза Симсы перебрались в округ Мейкон штата Алабама, где они жили до 1840 года. В 1840 году переехали в город Монтгомери, где жили до 1853 года. Симс создал двухстороннее влагалищное зеркало Симса с желобоватыми ложками различных размеров. В 1845—1849 гг. Симс проводил эксперименты на 12 молодых афроамериканках по лечению мочепузырно-влагалищного свища между мочевым пузырём и влагалищем, которые появлялись у женщин после травматичных родов. Симс проводил операции без анестезии. В 1852 году Симс опубликовал первую печатную работу (On the treatment of vesico-vaginal fistula), где описал свою знаменитую методику фистулопластики с использованием серебряной нити, и указав на целый ряд успешных оперативных вмешательств трансвагинальным доступом. Симс выполнил 30 успешных фистулоплатик трансвагинальным доступом. Он первым отметил важность адекватной мобилизации свища, качественного ушивания стенки влагалища, а также необходимость длительного дренирования мочевого пузыря в послеоперационном периоде.
В 1853 году Симсы переехали в Нью-Йорк, где доктор Марион Симс открыл офис на Мэдисон-авеню. В 1855 году по его инициативе открыта Женская больница, первая гинекологическая больница в Нью-Йорке на 30 кроватей.
В 1861 году после начала Гражданской войны в США, Симс как «преданный южанин», уехал в Европу. Работал в Лондоне, Париже, Эдинбурге, Дублине и Брюсселе. В 1863 году он лечил императрицу Франции Евгению, супругу Наполеона III, что укрепило всемирную известность Симса.
В 1866 году опубликовал Clinical Notes on Uterine Surgery. В ряде сообщений описал свой способ ампутации шейки матки и способ остановки кровотечения в брюшной полости, симптомы вагинизма.
Под патронажем императора Наполеона III после начала в 1870 году Франко-прусской войны Симс организовал американо-англосаксонский корпус скорой помощи, который лечил раненых солдат с обеих сторон в битве при Седане.
В 1871 году вернулся в США, где вступил в конфликт с врачами Женской больницы. Сыграл важную роль в создании Нью-Йоркской онкологической больницы (ныне Мемориальный онкологический центр имени Слоуна — Кеттеринга) — первой в США онкологической больницы.
В 1876 году Симс избран президентом Американской медицинской ассоциации, занимал должность в 1876—1877 гг.
В 1877 году перенёс приступы стенокардии. В 1880 году заболел тяжёлой формой брюшного тифа. Для выздоровления Симс переехал в Чарлстон. Затем в июне 1881 года отправился во Францию, откуда вернулся в сентябре 1881 года. Здоровье Симса ухудшилось, начались проблемы с сердцем.
Умер 13 ноября 1883 года от сердечного приступа в Манхэттене после посещения вместе с сыном пациента. Похоронен на кладбище Грин-Вуд в Бруклине.
Через несколько лет после смерти Джеймса Мариона Симса, в 1890-х годах был установлен бронзовый памятник в Брайант-парке в Нью-Йорке. В 1934 году памятник перенесли в Центральный парк, напротив Нью-Йоркской медицинской академии. В 2006 году после выхода книги «Медицинский апартеид» Хэрриет Вашингтон заговорили[кто?] о демонтаже памятника. 16 апреля 2018 года власти Нью-Йорка решили убрать памятник, 17 апреля он был помещён в хранилище кладбища Грин-Вуд в Бруклине, где похоронен Симс.
Также памятники Симсу были установлены в Колумбии в штате Южная Каролина и в штате Алабама.
Внук Симса — американский архитектор Марион Симс Уайет (1889—1982), среди проектов которого Мар-а-Лаго — частная резиденция в Палм-Бич в штате Флорида, принадлежащая Дональду Трампу.